# エシャロット
エシャロット（仏: Échalote、学名: Allium cepa L. var. aggregatum）は、タマネギの一種、具体的にはタマネギ（Allium cepa）の変種である。調味料および野菜として栽培されており、食用とされる球根（鱗茎）もエシャロットと呼ばれる。タマネギはヒガンバナ科に分類される（以前はユリ科）。
変種名aggregatumはラテン語で「群生の、密集の」という意味である。
以前は別の種A. ascalonicumとして分類されていたが、今ではこの名称は現在の学名のシノニム（異名）であると見なされている。一部の著者らはグレーエシャロット（仏: Échalote grise; アフガニスタンやイランといった中央アジア原産の種）を独立した種と見なしAllium oschaninii O. Fedtsch.という学名を与えている。グレーエシャロットの外観は小タマネギに似ているが、ニンニクのように鱗茎が分球している。
タマネギの一種であるため近縁種には、ニンニクやリーキ、チャイブ、ラッキョウがある。

## 名称

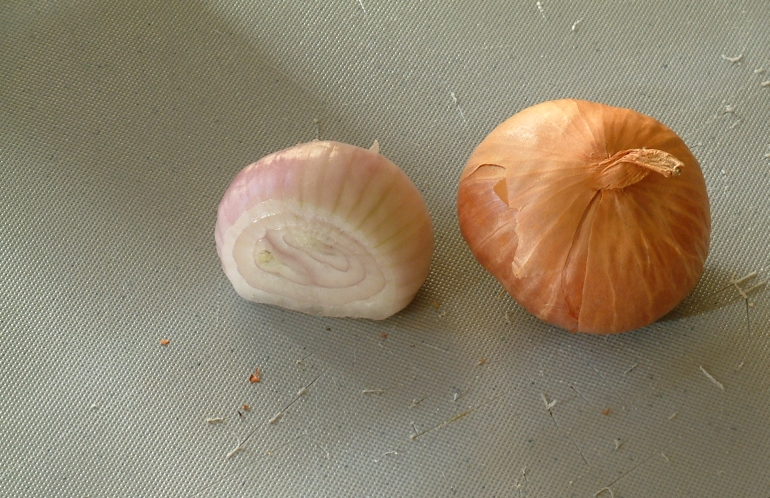
スライスされたエシャロットとそのままのエシャロット

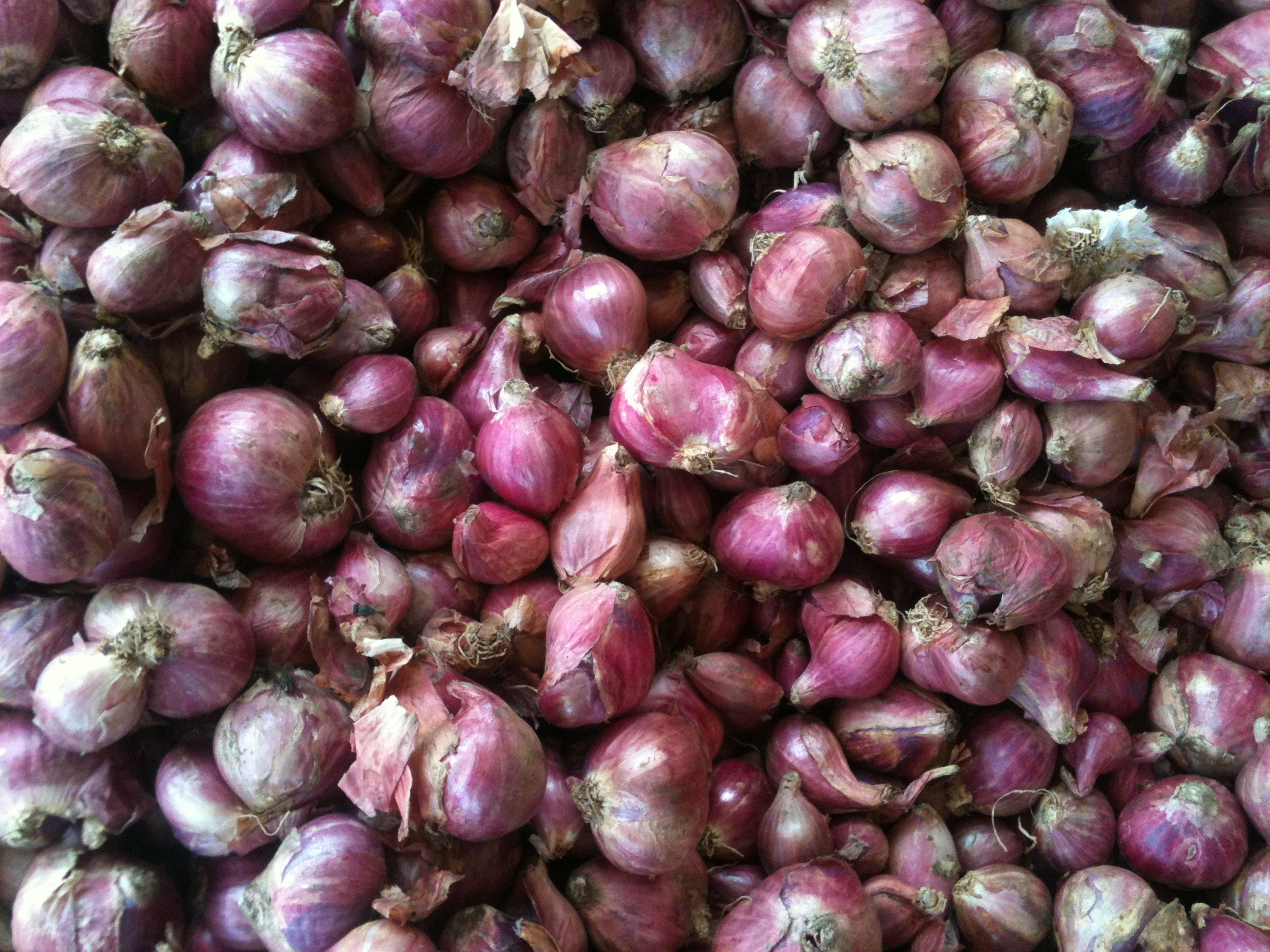
エシャロットは南インドでは「小さいタマネギ」と呼ばれ、現地の料理で幅広く使われる。

日本語の名称はフランス語の「échalote」の転写である。英語では「shallot」と呼ばれる。フランス語に由来する「eschalot」という用語が使われることもある。
エシャロットの古い名称はラテン語で「アスカロンの（タマネギ）」を意味する「ascalonia（cepa）」から来ている。アスカロンは現在のイスラエル領内のペリシテ人の土地に位置していた都市である（現在のアシュケロン）。俗説によれば、フランク人が第1回十字軍の最後の戦いとなったアスカロンの戦い（1099年）の後に西へエシャロットを持ち帰った、とされる。しかし、エシャロットは1世紀には既にイタリアで広く使われており、マルクス・ガビウス・アピシウスによるレシピ集『料理の題目（羅: De Re Coquinaria）』中に記載されている一般的な食材の一つであるため、これはありそうにない。
エシャロットはおそらく中央アジアまたは南西アジアに起源があり、そこからインドおよび東地中海地域に伝わった。名称は古典ギリシア語時代の人々がアスカロン（Ἀσκάλων）をエシャロットの起源と信じていたことから来ている。
英語の「shallot」はイランおよびイラクのザグロス山脈原産のAllium stipitatum（ペルシア・エシャロット）に対しても用いられる。また、英語の「shallot」は、フレンチ・レッド・エシャロット（学名: Allium cepa var. aggregatum）とフレンチ・グレー・エシャロット（仏: Échalotes grises、学名: Allium oschaniniiとして別種と扱われることもあり、「真のエシャロット」とも呼ばれる）の両方に対して使われる。また「shallot」という名称は米国ニューオーリンズやオーストラリア、カナダ・ケベック州の英語話者の間でスキャリオン（春タマネギ: 根が発達する前の若いタマネギ）に対しても使われる。ケベック州の英語話者の間では「French shallot」が本項で指すところの植物を意味する。英語を話すケベック人とイギリス英語話者は「shallot」の第2音節に強勢を置き「シャロー（ローを強く）」のように発音するのに対して、その他の英語の変種では「シャロット（シャを強く）」のように発音する。
ケベックおよびニューブランズウィックでは、エシャロット・フランセーズ（échalotte française）と呼ばれる（英語の単語 "shallot" はセベットの名称として使われる）。
中国では「胡葱」（フーツォン）、台湾では「紅葱頭」（アンツァンタウ）、香港では「乾葱」（コンチョン）、タイでは「หอม」（ホム）と呼ばれる。

### 日本のエシャレット
日本では、エシャロットの呼称に混乱が見られ、生食用に軟白栽培されたラッキョウ (Allium chinense) が「エシャロット」の名で流通したり、「エシャレット」の商品名で販売されていることが多い。この一年物の早獲りラッキョウに「エシャレット」という商品名を命名したのは東京築地の青果卸業者・川井彦二であり、その理由として「『根ラッキョウ』の商品名では売れないと思ったのでお洒落な商品名を付けた」と語っている。
農林水産省のウェブサイトでは「月報野菜情報（2012年5月）を参考として、若採りのらっきょうは「エシャロット」と呼ばれていたが、香味野菜「シャロット（英名）」のフランス名が「エシャロット」で、混同されたことから、若採りのらっきょうの方は「エシャレット」や「エシャ」と呼ぶようになったとしている。いずれにしても分類上、同じネギ属の同属異種植物であるものの、エシャロットとラッキョウでは見た目も味も違う。日本では、この根らっきょう「エシャレット」が、誤って「エシャロット」と呼ばれることが少なからずあり、小売店でも誤っている場合があるため、本物のエシャロットが必要な場合は「ベルギー・エシャロット」などと明示されているものを選ぶのが、間違いのない判断方法である。

## 主な品種
フランスで栽培されているエシャロットの品種は大きく以下の2つのグループに分けられる: グレーエシャロット（échalotes grises） はより香りが良いため最も好まれる。ピンク（échalotes roses）または赤茶エシャロット（échalotes brun rougeâtre）は程度の差はあるが細長い。
- グレーエシャロット
  - 主な品種: Griselle、Grisor。
- ピンクエシャロット
  - 主な品種: Armador、Melkior、Pesandor、Picador、Ronde de Jersey[15]、Rondeline
- 赤茶エシャロット
  - 主な品種: Arvro、Bruneor、Jermor、Kormoran[注釈 3]、Longor, Menhir等

栄養繁殖によって得られ、苗の形態で販売されているおよそ20品種がフランスの種および品種公式目録に収載されている。
しばしばエシャロットとして販売されている品種「Cuisse de poulet du Poitou（ポワトゥーの鶏の脚）」は、特別な種類の細長いタマネギ、エシャリオンである。
2018年2月現在、67品種が欧州の種および品種目録に収載されている。

## 利用

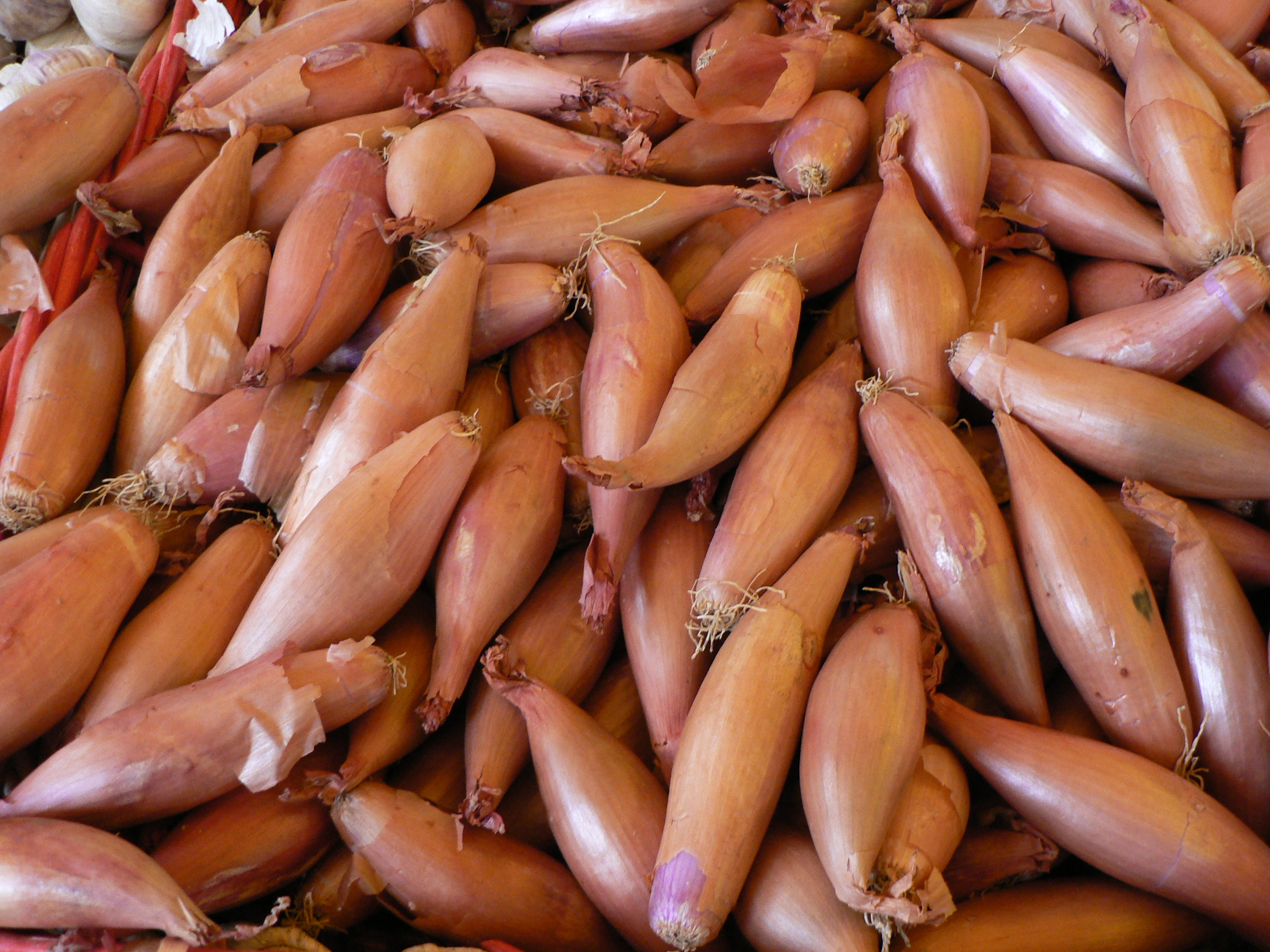
南フランス産の本来のエシャロット

シャロットは、タマネギとニンニクを合わせたような味わいの香味野菜である。ネギ属であるため、エシャロットの味は普通のタマネギにいくぶん似ているが、風味はより柔らかい。タマネギのように、生のエシャロットを刻むとヒトの眼を刺激する物質が放出するため、涙が出る。
フランス料理では欠かすことのできないもので、西洋料理の香味野菜として、鱗茎を微塵切りしたものや下ろしたものを肉や魚の臭み消しや香り付けに利用したり、ソースに用いる。
イランでは、モーセールと呼び、刻んでヨーグルトと混ぜて、ケバブの付け合わせなどにする。南アジアでもサンバルソースの具として欠かせない。
中華料理、台湾料理、タイ料理では、刻んで、油とともに強火で炒め、肉など他の食材を加えて炒め物として用いることが多い。また、台湾料理では、刻んで油でからからに揚げたものを麺料理の薬味にもよく用いる。
中国福建省の竜海市には「香脯糕」（シアンプーガオ）という落雁に似た干菓子があり、エシャロットやネギの風味を付けたものもある。

### 栄養価
水溶性の食物繊維を9割以上含んでいるのが特徴であるが、淡色野菜としてバランスよく栄養素を含んでいる。水溶性植物繊維は、糖尿病や高脂血症を予防する効能が認められている。また、特有の香り成分はニンニクやタマネギなどにも含まれる硫化アリルで、がんの予防効果やビタミンB1の吸収を助ける効果が期待できる。